# Kwaśny Wierch
Kwaśny Wierch (słow. Kvasný vrch, 1405 m) – szczyt w orograficznie lewych zboczach Doliny Bobrowieckiej Orawskiej w słowackich Tatrach Zachodnich. Znajduje się w grzbiecie odchodzącym od Czoła w północno-zachodniej grani Grzesia. Grzbiet ten poprzez Bobrowiecki Wierch, Kwaśny Wierch i Kiczorę Bobrowiecką opada w północno-wschodnim kierunku.
Kwaśny Wierch to zupełnie niewybitny szczyt, zaznaczany jest jednak na polskiej mapie Tatr Zachodnich. Jego północno-zachodnie stoki opadają do Dolinki Kwaśnej, w kierunku południowo-wschodnim opada z jego wierzchołka niewielka grzęda do doliny jednego z dopływów Bobrowieckiego Potoku. Jest całkowicie zalesiony i nie prowadzi przez niego żaden znakowany szlak turystyczny.